# Tauá
Tauá est une ville brésilienne de l'État du Ceará. Sa population était estimée à 55 755 habitants en 2010. La municipalité s'étend sur 4 018 km2.

## Maires
| Période | Période | Identité      | Étiquette | Qualité |
| ------- | ------- | ------------- | --------- | ------- |
| 2009    | 2012    | Odilon Aguiar | PMDB      |         |